# Сітка (Аляска)
Сі́тка (англ. Sitka; до 1867 року — Ново-Архангельськ (рос. Ново-Архангельск), стар. Ситха
, тлінгіт. Sheetʼká) — місто і боро штату Аляска (США). Населення — 8458 осіб (2020). Столиця Російською Америки до її продажу.

## Географія
Сітка розташована за координатами 57°8′33″ пн. ш. 135°19′57″ зх. д. / 57.14250° пн. ш. 135.33250° зх. д. (57.142508, -135.332624). За даними Бюро перепису населення США станом на 2010 рік місто займало площу 12461,43 км², з яких 7434,14 км² — суходіл та 5027,29 км² — водойми.

### Клімат
| Клімат : Сітка          | Клімат : Сітка | Клімат : Сітка | Клімат : Сітка | Клімат : Сітка | Клімат : Сітка | Клімат : Сітка | Клімат : Сітка | Клімат : Сітка | Клімат : Сітка | Клімат : Сітка | Клімат : Сітка | Клімат : Сітка | Клімат : Сітка |
| Показник                | Січ.           | Лют.           | Бер.           | Квіт.          | Трав.          | Черв.          | Лип.           | Серп.          | Вер.           | Жовт.          | Лист.          | Груд.          | Рік            |
| Абсолютний максимум, °C | 15,6           | 16,1           | 19,4           | 24,4           | 27,8           | 29,4           | 31,1           | 28,9           | 25,0           | 20,0           | 18,3           | 18,3           | 31,1           |
| Середній максимум, °C   | 4,7            | 5,2            | 6,1            | 9,0            | 11,7           | 14,3           | 15,8           | 16,6           | 14,3           | 10,3           | 6,5            | 5,2            | 10,0           |
| Середня температура, °C | 2,4            | 2,6            | 3,3            | 5,8            | 8,8            | 11,6           | 13,4           | 14,0           | 11,7           | 7,8            | 4,2            | 2,8            | 7,4            |
| Середній мінімум, °C    | 0,2            | 0,1            | 0,5            | 2,7            | 5,8            | 8,8            | 11,1           | 11,4           | 9,0            | 5,3            | 1,8            | 0,6            | 4,8            |
| Абсолютний мінімум, °C  | −17,8          | −18,3          | −15,6          | −9,4           | −1,7           | 1,7            | 5,0            | 1,1            | −0,6           | −6,7           | −16,7          | −17,2          | −18,3          |
| Норма опадів, мм        | 222            | 159            | 148            | 108            | 108            | 73             | 101            | 178            | 301            | 334            | 250            | 218            | 2201           |
| Днів з опадами          | 22,0           | 16,8           | 18,7           | 17,2           | 17,5           | 15,5           | 18,6           | 19,4           | 22,3           | 24,4           | 21,6           | 21,0           | 235,0          |
| Днів зі снігом          | 4,8            | 4,0            | 3,3            | 0,8            | 0,1            | 0              | 0              | 0              | 0              | 0,4            | 3,3            | 2,7            | 19,3           |
| ----------------------- | -------------- | -------------- | -------------- | -------------- | -------------- | -------------- | -------------- | -------------- | -------------- | -------------- | -------------- | -------------- | -------------- |
| Джерело: NOAA           |                |                |                |                |                |                |                |                |                |                |                |                |                |

## Історія
30 березня 1867 року відбувся продаж Російською імперією території Аляски  Сполученим Штатам Америки за 7,2 млн доларів США (приблизно за 2 центи за акр). Росія вирішила позбутися Аляски, бо вважала, що у разі війни з Великою Британією, яка тоді контролювала Канаду, її буде легко захопити. Територія була надто віддаленою, щоб ефективно її захищати й управляти, а після Кримської війни Росії також були потрібні гроші. Офіційна передача території відбулася 18 жовтня 1867 року в колишньому поселенні Ново-Архангельськ. Після продажу колишніх російських володінь поселення перейменовано в місто Сітка. Цю дату й досі святкують на Алясці як День Аляски.[джерело?]

## Демографія
Згідно з переписом 2010 року, у селищі мешкала 8881 особа в 3545 домогосподарствах у складі 2211 родини. Густота населення становила 1 особа/км². Було 4102 помешкання (0/км²).
Расовий склад населення:
| - 65,3 % — білих - 16,8 % — корінних американців - 6 % — азіатів - 0,5 % — чорних або афроамериканців - 0,3 % — вихідців з тихоокеанських островів - 1,3 % — осіб інших рас |

До двох чи більше рас належало 9,8 %. Частка іспаномовних становила 4,9 % від усіх жителів.
За віковим діапазоном населення розподілялося таким чином: 23,5 % — особи молодші 18 років, 65,1 % — особи у віці 18—64 років, 11,4 % — особи у віці 65 років та старші. Медіана віку мешканця становила 38,2 року. На 100 осіб жіночої статі у селищі припадало 101,8 чоловіків; на 100 жінок у віці від 18 років та старших — 98,9 чоловіків також старших 18 років.
Середній дохід на одне домашнє господарство становив 82 614 долари США (медіана — 70 376), а середній дохід на одну сім'ю — 97 262 долари (медіана — 86 996). Медіана доходів становила 56 458 доларів для чоловіків та 39 243 долари для жінок. За межею бідності перебувало 9,0 % осіб, у тому числі 9,5 % дітей у віці до 18 років та 3,6 % осіб у віці 65 років та старших.
Цивільне працевлаштоване населення становило 4756 осіб. Основні галузі зайнятості: освіта, охорона здоров'я та соціальна допомога — 30,9 %, мистецтво, розваги та відпочинок — 10,3 %, сільське господарство, лісництво, риболовля — 9,1 %, роздрібна торгівля — 8,8 %.[джерело?]

## Особливості
З 1842 по 1867 роки працювали метеорологічна та магнетична станції, які відновили роботу в 1940 році.

## Суміжні округи
- Гуна-Ангун[en] — північ, північний схід
- Пітерсберг — південний схід.